# Hôtel DuPeyrou
L'hôtel DuPeyrou est une maison de maître située à Neuchâtel, en Suisse. Elle est réalisée entre 1765 et 1771, d'après les plans de l'architecte bernois Erasme Ritter, pour Pierre-Alexandre DuPeyrou. Il est inscrit à l'Inventaire suisse des biens culturels d'importance nationale et régionale en classe A, c'est-à-dire parmi les biens culturels d'importance nationale.

## Histoire
L'hôtel DuPeyrou est construit entre 1765 et 1771 à la demande de Pierre-Alexandre DuPeyrou, un riche Neuchâtelois qui souhaite s'établir en dehors des murs de la ville. Le bâtiment est bâti d'après les plans de l'architecte bernois Erasme Ritter (1726-1805) dans une propriété nommée L'Isérable,. Les travaux de maçonnerie sont achevés dès 1768, mais les finitions prennent encore plusieurs années. DuPeyrou a prévu un petit appartement pour son ami Jean-Jacques Rousseau, qui ne l'utilisera toutefois jamais. Au moment de sa construction, il est situé au milieu des vignes et est doté de plusieurs dépendances, dont une orangerie.
Lorsque Pierre-Alexandre DuPeyrou meurt en 1794, sa femme en hérite, mais doit le vendre cinq ans plus tard à Jacques-Louis de Pourtalès (1722-1814) qui l'achète pour ses fils Louis de Pourtalès (1773-1848) et Frédéric (1779-1861),. Ces derniers le vendent en 1813 à Louis-Alexandre Berthier (1753-1815), nommé prince de Neuchâtel par Napoléon Ier, mais Berthier n'a pas le temps d'y venir résider avant de perdre son titre à la suite de la défaite française. En 1816, le banquier Denis de Rougemont de Löwenberg (1759-1839) achète l'hôtel DuPeyrou. Il reste dans la famille de Rougemont jusqu'en 1858, date à laquelle il est acquis par la bourgeoisie de Neuchâtel. Cet épisode lui vaut d'être parfois appelé Palais Rougemont.
Devenu un bâtiment public, l'hôtel DuPeyrou accueille de 1860 à 1885 le Musée de peinture, jusqu'à la construction de l'actuel musée d'Art et d'Histoire de Neuchâtel par Léo Châtelain (1839-1913) dans les années 1880. Par ailleurs, la Société des Amis des arts fait bâtir en 1862, dans la cour de l'hôtel, les galeries Léopold-Robert, puis les fait agrandir en 1895. Après le départ du musée de peinture, l'hôtel DuPeyrou lui-même connaît de nombreuses affectations, souvent partielles : club, salons de réception de la ville, musée animalier, chapelle, caves privées, caves de la ville et cours de l'Académie Maximilien de Meuron. Dans les années 2000, les Galeries de l'Histoire remplacent les Galeries Léopold Robert, tandis que l'hôtel accueille un restaurant.

## Architecture

### Extérieurs
L'hôtel DuPeyrou lui-même peut encore être rattaché au style baroque, tandis que certaines ornementations sont proches du néo-classicisme ou du rococo. La forme du toit marque une influence régionale. Les armes de la famille Rougemont au sommet du bâtiment ont été ajoutées en 1816. Devant le bâtiment se trouve un jardin à la française flanqué de deux Sphinges en roc.  

### Intérieurs
Le grand salon comprend un parquet, une cheminée et un plafond en stuc de style rococo, ainsi que des boiseries de style néo-classique réalisées à Paris et installées en 1771.

## Abords et aménagements paysagers
Au XVIIIe siècle, un hôtel particulier à la hauteur des ambitions d’un riche commanditaire comme Pierre-Alexandre DuPeyrou ne s’envisageait pas sans de nombreuses dépendances et d’importants aménagements paysagers.

### État d’origine
À l’origine, la propriété s’étendait en une longue bande de la colline du Tertre jusqu’au bord du lac, des rives qui se situaient alors à l’emplacement de l’actuel faubourg du Lac. En forte pente, ce terrain était traversé par deux axes routiers préexistants, mais bénéficiait de la vue sur le lac de Neuchâtel et les Alpes. Implanté en retrait et en surplomb de la route conduisant à Berne, l’hôtel particulier de Pierre-Alexandre DuPeyrou jouissait d’une grande visibilité, d’autant qu’il se dressait au centre d’un aménagement comprenant un portail monumental, deux pavillons d’angle et deux rampes d’accès curvilignes encadrant un parterre végétal. Au nord de la partie résidentielle, la cour d’honneur était flanquée de deux dépendances, abritant une remise et écurie à l’ouest et des pressoirs et caves à l’est. À proximité du lac se dressait l’orangerie dans laquelle le propriétaire faisait cultiver de nombreuses plantes exotiques,,.
Entre 1794 et 1798, l’annonce de la vente de la propriété par l’hoirie DuPeyrou énumère de nombreux aménagements paysagers disparus depuis lors. À proximité de l’orangerie, des jardins potagers et des vergers bordaient les cheminements menant au lac ; un parterre d’agrément s’étendait à l’est du bâtiment résidentiel et comprenait notamment une allée et une volière; deux bosquets en labyrinthe, des cabinets de verdure et une grotte-fontaine occupaient le nord de la cour, alors que des vignes et des arbres fruitiers s’étageaient en terrasse sur les contreforts de la colline. À partir de la source du Tertre, un système complexe de distribution et d’irrigation approvisionnait en eau les innombrables fontaines et bassins. Des nombreux monuments et sculptures qui ponctuaient ces espaces ne restent aujourd’hui que les deux sphinges, remplacés par des copies en 1932. L’aménagement végétal ne transparaît guère du texte, mais il semble toutefois que le parterre sud ait été conçu comme un jardin régulier « à la française », agrémenté de plantes exotiques dont DuPeyrou était un grand amateur.

### Transformations postérieures

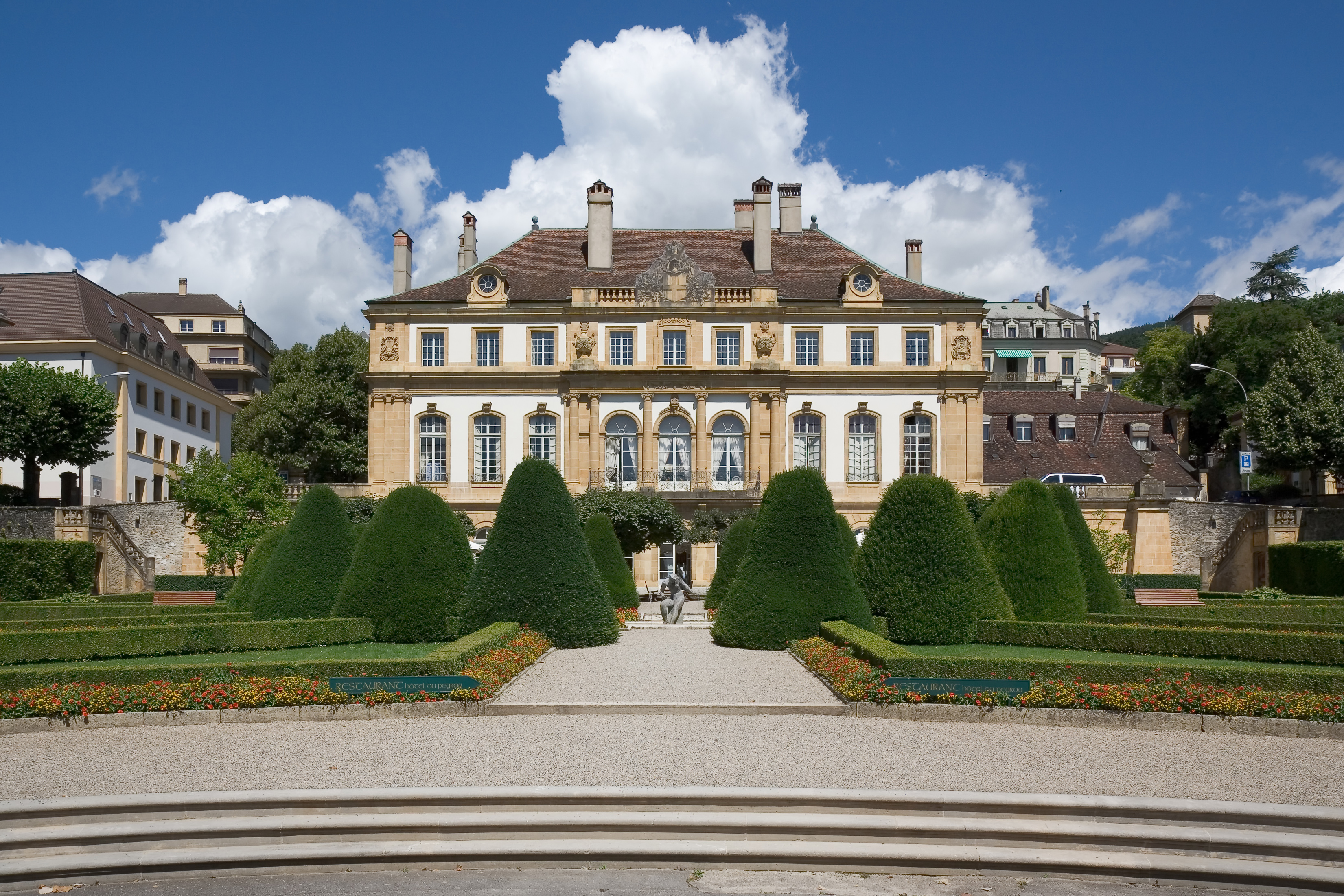
Le parterre sud avec ses ifs topiaires et son aménagement "à la française" en 2007.

En deux siècles, la propriété DuPeyrou a connu de nombreux remaniements, parmi lesquels une touche de romantisme influencé par le jardin paysager à l’anglaise au début du XIXe siècle et surtout son morcellement à partir de 1858, date à laquelle l’ensemble est vendu à une société de construction. L'espace jusqu'alors privé devient alors partie prenante du développement urbain de la ville de Neuchâtel et ce n'est qu'au milieu du XXe siècle que les autorités décident de redonner au parterre son caractère à la française,,,.

### Réhabilitation et biodiversité

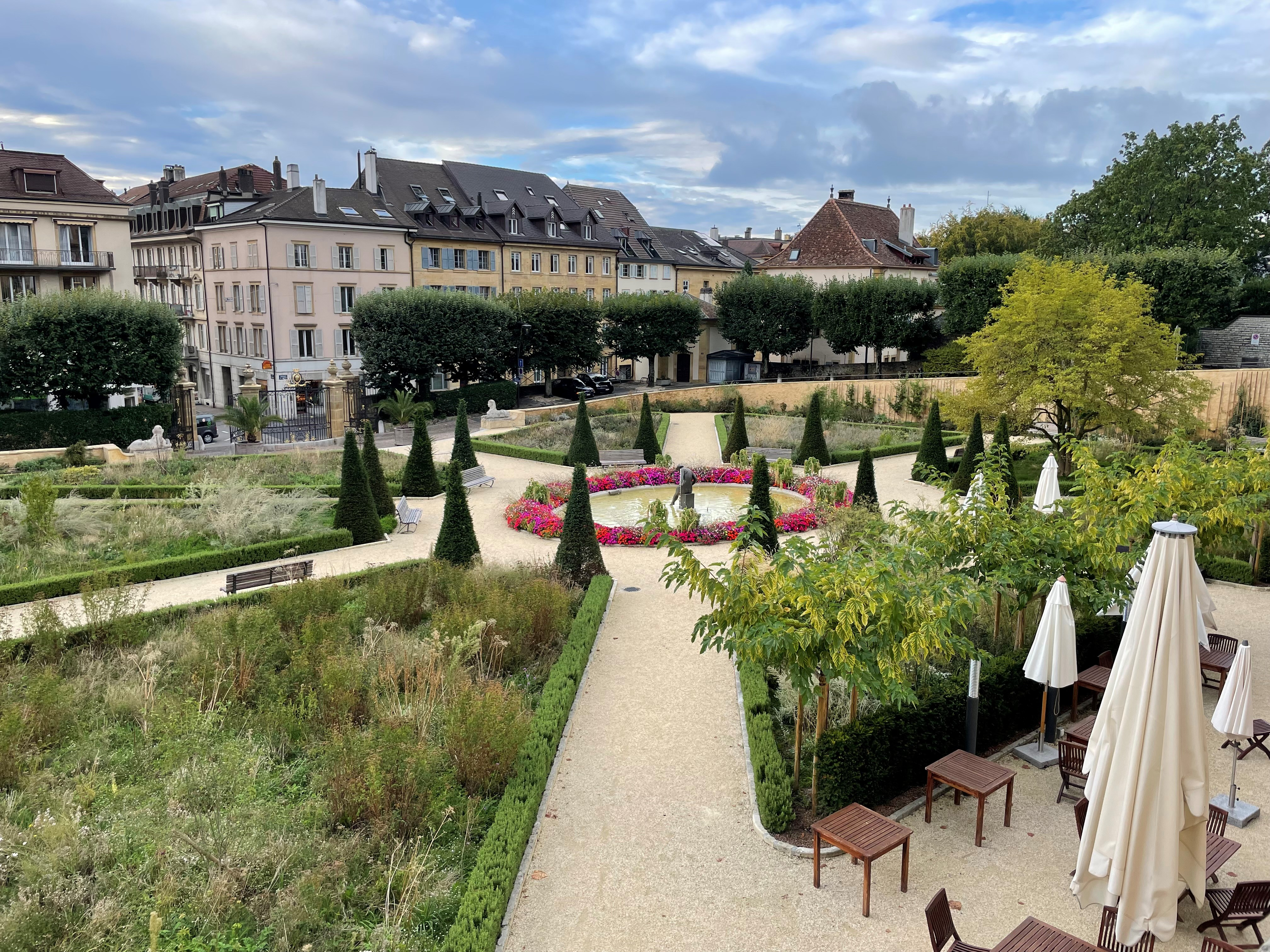
Jardin après les travaux de réhabilitation, état 2023

Aujourd’hui seuls l’hôtel particulier, ses dépendances immédiates et le parterre sud sont conservés, un jardin qui a fait l’objet de travaux de conservation et d’une remise en valeur de 2021 à 2023. Dans une vision à la fois contemporaine et respectueuse du patrimoine, le chantier s’est attaché à consolider les murs des rampes, à restaurer le portail et à concevoir un nouvel aménagement végétal. Des arbres fruitiers ont été conduit en espaliers contre les murs, alors que les buis qui entouraient les espaces verts ont été remplacés par du romarin et le gazon a cédé la place à des plantes vivaces. L’idée était de passer d’une nature figée et stérile à un biotope vivant. Des éléments comme le bassin du XVIIIe siècle, la « Baigneuse » réalisé par le sculpteur André Ramseyer en 1953 et le magnolia étoilé sont demeurés en place, alors que quelques jeunes ifs topiaires ont remplacé leurs homologues vieillissants. Enfin l’alignement de marronniers de la terrasse du restaurant ont cédé la place à six mûriers.